# Lakshmeshwar
Lakshmeshwar (o Laxmeshwar) è una città dell'India di 33.411 abitanti, situata nel distretto di Gadag, nello stato federato del Karnataka. In base al numero di abitanti la città rientra nella classe III (da 20.000 a 49.999 persone).

## Geografia fisica

### Territorio
La città è situata a 15° 7' 60 N e 75° 28' 0 E e ha un'altitudine di 633 m s.l.m..

## Società

### Evoluzione demografica
Al censimento del 2001 la popolazione di Lakshmeshwar assommava a 33.411 persone, delle quali 16.951 maschi e 16.460 femmine. I bambini di età inferiore o uguale ai sei anni assommavano a 4.416, dei quali 2.242 maschi e 2.174 femmine. Infine, coloro che erano in grado di saper almeno leggere e scrivere erano 20.571, dei quali 11.825 maschi e 8.746 femmine.